# Malpas, Doubs
Malpas là một xã trong vùng hành chính Franche-Comté, thuộc tỉnh Doubs, quận Pontarlier, tổng Pontarlier. Tọa độ địa lý của xã là 46° 49' vĩ độ bắc, 06° 17' kinh độ đông. Malpas nằm trên độ cao trung bình là 924 mét trên mực nước biển, có điểm thấp nhất là 878 mét và điểm cao nhất là 985 mét. Xã có diện tích 5.78 km², dân số vào thời điểm 2005 là 176 người; mật độ dân số là 30 người/km².

## Thông tin nhân khẩu
| 1962 | 1968 | 1975 | 1982 | 1990 | 1999 |
| ---- | ---- | ---- | ---- | ---- | ---- |
| 79   | 89   | 118  | 136  | 151  | 147  |